# 室生赤目青山国定公園
室生赤目青山国定公園（むろうあかめあおやま こくていこうえん）は、近畿地方中部、三重県から奈良県にまたがる山間部の国定公園である。1970年（昭和45年）12月28日に、揖斐関ヶ原養老国定公園、愛知高原国定公園、大和青垣国定公園と同時に指定された。
室生寺周辺の室生高原、赤目四十八滝や香落渓といった山峡部を中心とした赤目渓谷、そして布引山地一帯の青山高原および高見山地を包括した自然公園である。一帯は元々、県立自然公園の扱いであったが、政府の方針による太平洋ベルト地帯の緑地帯保護の一環で、東海自然歩道を通るこの地域近辺を国定公園に格上げした経緯がある。

## 室生火山群地域

### 位置
室生火山群は奈良県の東北部・三重県の中西部に位置する、主として山岳景観に優れた地域。両県県境の倶留尊山一帯に見られる柱状節理の地形、赤目四十八滝、香落渓に見られる渓谷、奈良県宇陀市の名所旧蹟などが特筆される。

### 地形地質
トロイデ火山と火山岩の浸蝕による柱状節理が地形の特色。第三紀層生成後の噴火で岩山形成、その後の浸蝕作用で地形が形成された。赤目峡、香落渓は新火山岩に属する石英雲母安山岩で、暗灰色で目は細く節理状。県境附近にある大洞山、尼ヶ岳等も独特の地形景観を示す。

### 植物
この地域は暖地性植物の北限地帯であるとともに、寒地性植物の南限地帯である。全般的に常緑広葉樹が多く、寺院維持のため造林された杉、檜も多い。高地では概ね温帯性落葉広葉樹林が占め、それ以下は暖帯性常緑広葉樹林が多い。有名なものとしては、国の天然記念物に指定されている宇陀市・室生山暖地羊歯群落、向淵・吐山スズラン群落、県指定記念物の佛隆寺の桜の巨樹、曽爾村門僕神社のお葉付イチョウ、葛のヒダリマキガヤの群生、東吉野村円覚寺のギンモクセイの樹木、鎧岳・兜岳・屏風岩の岩壁植生などがある。

### 文化

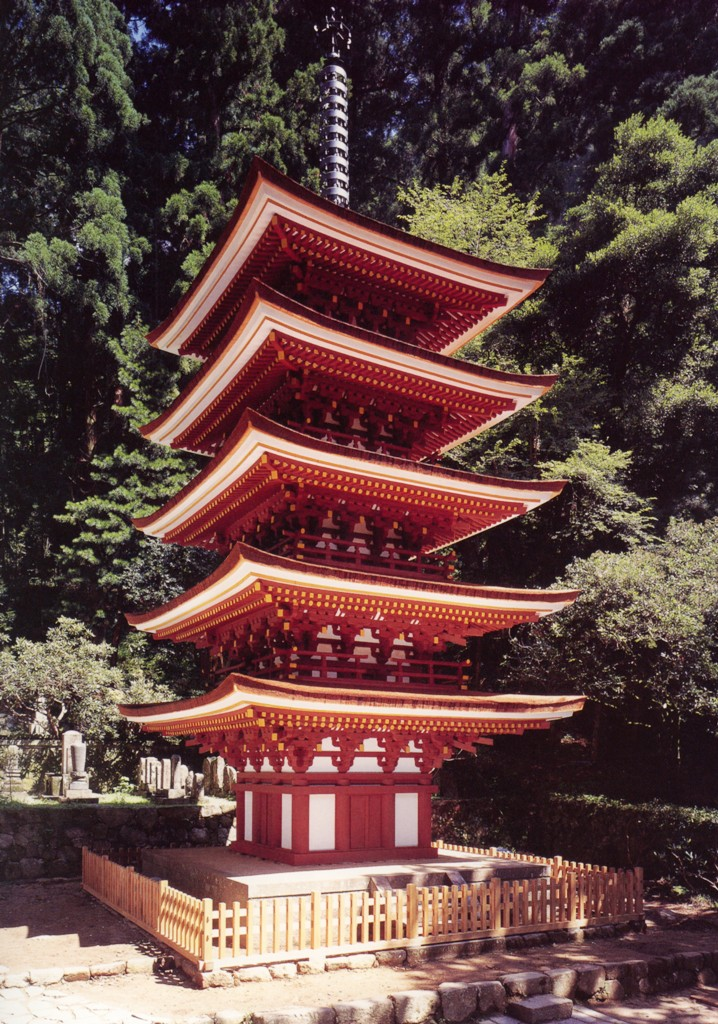
室生寺五重塔（国宝）

古代文化の発生の地である奈良盆地に接し伊勢に到る交通の要所にあったため、山地にもかかわらず文化景観は多様。奈良県側では、宇陀市の室生寺で、国宝指定の平安建築を見ることができる。三重県側では、赤目四十八滝の行法道場・延寿院の石造灯籠が文化財指定されている。

### 景観

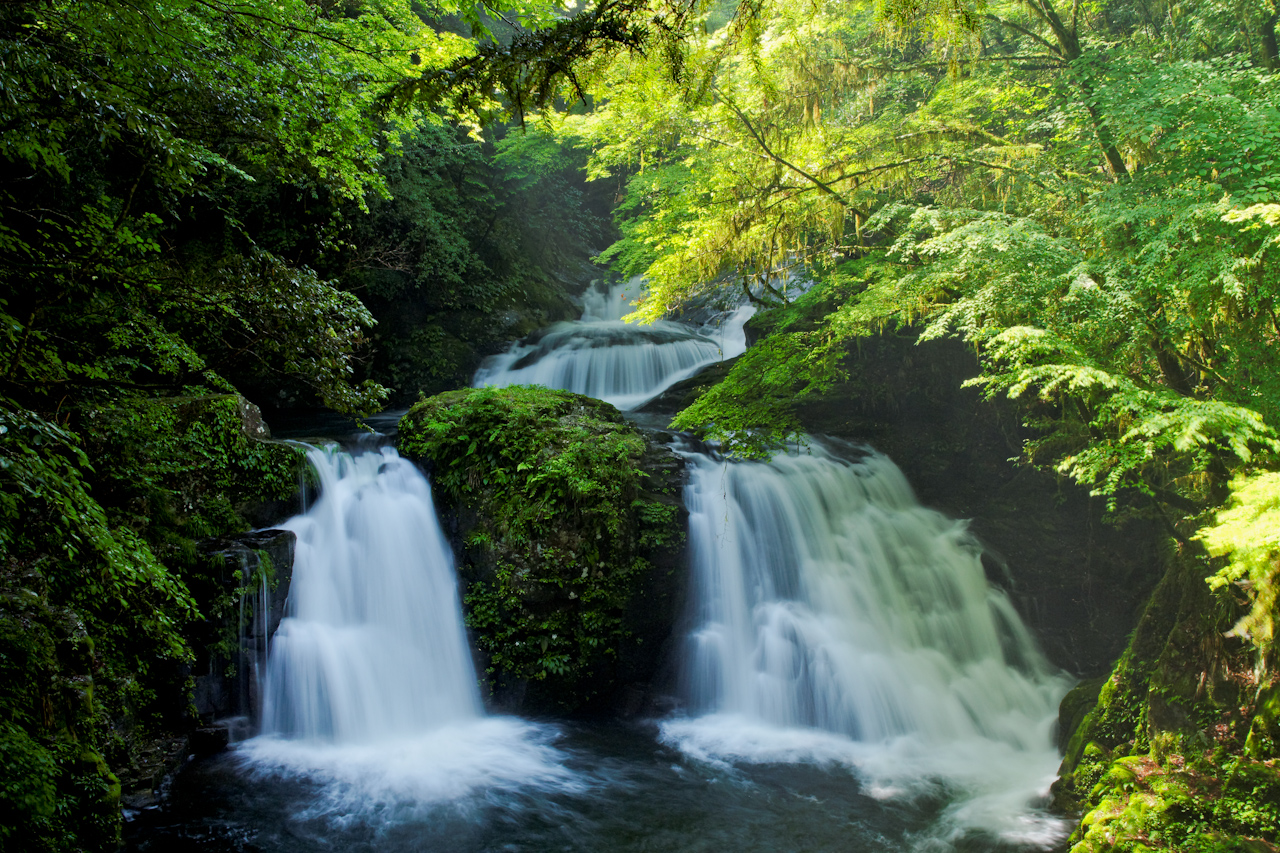
荷担滝（赤目四十八滝）

- 赤目四十八滝
名張川の支流、丈六川に数多ある滝の総称。室生火山群独特の典型的な浸蝕による岩壁・奇岩と、滝の大きさに比して滝壺が広く深いのが特色。
日本の滝百選にも選ばれている。
- 香落渓
香落渓は名張川の支流、青蓮寺川にある渓谷で、柱状節理による斧で刻んだような壮大な断崖が聳え立つ。
- 奥香落
奥香落は香落谷の小太郎岩から連なる山岳景観で、曽爾三山とともに室生火山群の代表的な地質景観。
広義には渓谷を隔てて古光山、亀山、倶留尊山、曽爾高原を含む総称。
- 倶留尊山
この地域の最高峰で、室生火山群に属す海抜1,037mの塊状火山。奈良県と三重県の県境上にある。三重県側は急峻な柱状節理が露出、山麓の池の平高原ではのどかな山村風景が広がる。奈良県側には広々とした裾野があり、曽爾高原といわれる全山ススキ野原でその景観は非常にすばらしい[独自研究?]。
- 曽爾三山
曽爾三山とは鎧岳・兜岳・屏風岩を合わせた総称（屏風岩、兜岩および鎧岩）で、国の天然記念物に指定されている[4]。
鎧岳は鎧の腹巻を正面から眺めた形から、兜岳は兜の針金に似ていることから名がついた。屏風岩は北東から南西にかけて約2km、高さ約200mに及ぶ壮大な柱状節理による断崖。
- 室生寺
奈良時代末期に興福寺系の僧によって創建された山寺である。
平安時代初期を代表する仏像、絵画と共に、金堂・五重塔は平安時代初期建築の代表的な遺構といわれる。
- 大和高原南部地区
この地域には、初瀬宇陀川断層崖を構成する貝ヶ平山（822m）、香酔峠（564m）、額井岳（821m）があり大和高原の南限にあたる。貝ヶ平山は山域から二枚貝等の化石が多く見つかる。額井岳は別名「大和富士」と呼ばれる端正な姿である[独自研究?]。
- 鳥見山
鳥見山上には神武天皇が大和平定のとき皇祖の神霊を祭ったといわれる鳥見山中霊畤がある。
- 大洞山、尼ヶ岳一帯
大洞山は円頂丘火山の典型で、このスロープのうち中太郎生の東方から三多気にかけては、倶留尊山山麓の池の平に似た高原である。
青山高原で代表される布引山地から尼ヶ岳・大洞山の山麓をよこぎり、倶留尊山の麓の池の平から奈良県境の亀山峠を経て、お亀池から室生寺に到る東海自然歩道は、公園利用上のメインルートである。

## 三峰山地

### 位置
室生火山群に属する大洞山より南に連なる三重、奈良の県境の山地で、標高1,235.6mの三峰山を主峰とし、南東に台高山脈に連なっている。三峰山西南に八丁平といわれる平坦なススキの高原地帯があり、一面にシロヤシオの群生が見られる。眼下に室生火山群、西には山容が最もすばらしいといわれる高見山（1,249.2m）、南は台高山脈を通し、吉野熊野国立公園大台山系の日出ヶ岳を見ることができる。また東方には伊勢湾を一望し、晴れた日には遠く富士山を望見できる。

### 地形地質
この地域は青山高原、室生火山群の地質とは異なり、伊勢、大和を一直線に結ぶ中央構造線といわれているもので、主として花崗岩類よりなる。三峰山はじめ、白髪山（920m）等1,000m級の山々がつらなり、これが三重、奈良両県の境界となっている。南側は数百mに及ぶ断崖をなしているが、これに反して西側は緩かで室生火山群の山麓につながっている。高見山の南側の鞍部が高見峠で、これは櫛田川（三重県）、吉野川（奈良県）の分水嶺で、地形、行政の境界ともなっている。飯高町月出の月出の中央構造線は、日本国の天然記念物に指定された大規模な中央構造線の露頭である。

### 植物
室生火山群と緯度的に変らないため、暖地性植物の北限、寒地性植物の南限の分布状態である。高所には寒地性植物、中腹以下には暖地性植物が見られる。特に三峰山附近の湿原に群生する、シロヤシオ（ゴヨウツツジ）は、その開花期には、雄大な眺望にあざやかな色を添える。この湿原をとりまく一帯をと、高見山に至る稜線附近にはブナの原生林が残されている。

### 文化
この地域は、旧伊勢街道（現在国道166号）沿にあるため、紀州侯の参勤交替や伊勢神宮参拝の主幹道路であり、山上にある神社にお参りする行者等で、その往来も多く、高見山峠附近の波瀬には昔を偲ぶ跡地が多い。また、高見山頂にある高角神社や、中腹にある口窄天開山泰運寺（三重県指定有形文化財の梵鐘を有する）は、それぞれ文化的にも貴重な史跡である。

### 景観
三峰山地一帯は地形上、室生火山群と台高山脈に挟まれた地帯で、あまり有名ではないが、この地方としては珍しいブナの原生林とその他湿原に咲くシロヤシオの群落など、植生上見るべきものが多い。また文化景観上は、泰運寺、和歌山街道（三重県では伊勢街道と呼んでいる）沿いの陣屋跡など史蹟も多い。

## 台高山脈

### 位置
三重県の最西部、最奥地で奈良県境にわたる一帯の山地で、大台山系に南から連なっている。標高は1,300m前後の高山が連なる山岳地帯である。

### 地形地質
紀伊山地の東部に三重、奈良両県の堺を南北30km余に連なる山なみで、大台ヶ原につながっている。古い水成岩からなり、三重県側は櫛田川の上流、奈良県側は吉野川の支流といわれている高見川、四郷川、中奥川の上流にあたり、急流により強い浸蝕があり、深いV字型の渓谷がいたるところに形式されている。山は急峻で、奥地に入るにしたがってその感は強い。このような地形にあるため、岩石、瀑布が多く、優れた景観を呈している。

### 植物
国見山（1,418.7m）、池木屋山（1,396.9m）、白倉山（1,226.0m）を結ぶこの地区一帯の、海抜700m以上の高所には、随所にブナを主とする温帯性の落葉広葉樹林が、自然林のまま残されている。特に三重県側には多い。700m以下にはスギ、ヒノキの造林地が多い。奈良県側は地形が三重県に比してなだらかであるため、かなり高所まで、スギ、ヒノキの造林が進んでいるのは、対照的である。
三重県側の急峻な渓谷（蓮、宮ノ谷、江馬小屋、奥の平の各渓谷）沿いには、それぞれ、シャクナゲが群生し、奇岩、瀑布に代表される地形景観に花を添えている。この一帯には、ツツジが多いのも特色である。また国見山の東側鞍部の明神平一帯にはオオイタヤメイゲツの純林が残されているのは貴重なものである。

### 景観
- 香肌峡
この地域の三重県側の主流である櫛田川の上流で、旧伊勢街道（和歌山街道ともいう）の国道166号線沿いにある渓谷で高見峠に到達する河川であるが、大石の上流約40kmの峡谷で、変化に富んだ渓谷景観である。この渓谷の両岸の山間部には、シャクナゲ、ツツジのほか天然記念物のムカデランが群落を作っている。また、サル、ニホンカモシカ、ムササビ、シカ、イノシシなどの動物も多く、登山者の目を楽しませることができる。峡谷のうち特に景観のすぐれているのは、旧飯高町役場の所在地である宮の前から森までの16kmの間で、奇岩が渓谷に点在し、秋の紅葉期には、特にすばらしい自然景観を呈する。この渓谷にはアユ、アメゴがとれ、釣人も通年訪れる。
櫛田川の中間地点からの支流に蓮川がある。ここには、宮の渓、江馬小屋渓といわれる両岸屹立する岩、原始林に囲まれた急峻な山容、大小無数の滝など、未開の渓谷の美しさを十分に備えている。高さ50m、奥行100mの岩壁が狭い幅の渓流に向いあっている夫婦岩、高さ300m、幅250mでほとんど垂直に近くきり立っている屏風岩と100mの高さといわれる数々の滝等、地形上優れた要素をもった一大渓谷である。
- 高見川渓谷
吉野川の支流で台高山脈を境にして、三重県側、香肌峡、蓮渓谷に位置的に対照の位置にあたる奈良県側の渓谷で、三重県に比して、地形もなだらかであるので、規模は小さいが、小（おむら）附近の幽邃な渓谷美は、他に見られない景観を呈している。このあたりの渓谷沿いは、植生もよい。
- 台高山脈、山頂一帯
南から大台山脈、西に高見山を通し三峰山地、北西部に室生火山群と、見わたす限り山また山の一帯で、連山の頂きは、それぞれ眺望がすばらしく、これに加えて頂上一帯はブナの原生林が広大にあり、優れた自然環境にある。
国見岳の南東鞍部にある明神平一帯は、平坦な台地で、冬期は積雪もあり、スキー場として利用されている。またこの附近では近くにブナの原生林が見られる。

## 青山高原

### 位置
笠取山（標高844.6m）で代表される青山高原は三重県の西北部、伊勢・伊賀を分ける丘陵地帯で、鈴鹿の男性的な山並みと異なり、標高700m-800mの丘陵性団地の連続した延長20kmの高原である。

### 地形地質
本地帯は鈴鹿山脈（平均標高850m）と笠取山、尼ヶ岳、国見山、大洞山とを結ぶ布引山系（平均標高500m）に属する火山群によって生じた古い火山地帯で笠取山を主峯として青山峠より髻ヶ丘に到る南北に流れる高原地帯で、地質は第三紀層及び中生層で大部分が内帯特有の花崗岩からなっている。
伊勢平野に面する東側は傾斜がゆるやかで早くから耕地となっている。西側は東側に比して地形も、谷あり沢ありの急峻で、山麓部まで森林が大部分を占めている。

### 植物
本地域は平均標高500mであるため、緯度的に見ても、植物学上から暖地性植物帯の北限界であり、また寒地性植物帯の南限界でもあって、両植物が交錯している。高所は大部分がススキ草原であるが、場所によってはヤマザサがある。この地区で代表的な種類は、アセビ、イヌツゲ、ツツジが多く、開花期にはあざやかで、この地区一帯の代表的自然景観ともいわれている。中腹部特に西側はスギ、ヒノキの植林地帯で、隣接の雑木林は林種転換が進んでいる。自然林として秀れているのは、県の天然記念物の奥山愛岩社（通称権現神社）境内林で、この地方には珍しく、ブナを主体とする原生林相が残されている。

### 文化
この地方は大和地方の影響を受けて、文化景観として取り上げられるものは多々あるが、特筆されるものとしては、笠取山の麓にある新大仏寺があげられる。これは治承4年（1180年）に平重衡の兵火で焼かれた東大寺大仏殿を再建した俊乗坊重源上人によって創設されたという由緒ある寺院で、この地方が東大寺の荘園であったことから新大仏寺と称されたとのことで、後世は雨乞いの祈願のため、大阪、河内、大和方面からの参拝者が多く信仰も厚いといわれている。
この寺には、板の表面に千体仏を刻んだ板五輪塔があり、その背後は阿弥陀像で、学術上も貴重な品とされている。またこの寺には松尾芭蕉が「奥の細道」の帰り、郷里の伊賀上野に帰省する途中、津から長野峠を越えて立ち寄った時、残した句が残されている。

### 景観
笠取山から三角点までの景観の特色は、地形上、伊賀と伊勢を分ける稜線附近の丘陵地帯であるため、その眺望はすばらしく、東に伊勢平野、伊勢湾を通し、愛知県知多半島を望み、南方に吉野熊野国立公園大台ヶ原（1,456m=奈良県）、西方には伊賀盆地を経て笠置山地を見渡すことができる。

## 主な観光地・観光施設
- 室生寺
- 赤目四十八滝
- 香落渓
- 青山高原
- メナード青山リゾート
- 東青山四季のさと

など